# Ermita de Sant Joan (Dénia)
L'ermita de Sant Joan és en el municipi de Dénia (Marina Alta, País Valencià), en el vessant meridional del Montgó. S'hi accedeix pel camí del Pou de la Muntanya, o pel camí de Santa Llúcia. La tipologia de l'ermita s'inscriu dins de les anomenades ermites o esglésies de conquesta, construïdes entre els segles XIII al xv, arribant fins segle xvi.
Es tracta d'una construcció menuda de planta rectangular, de nau única sostinguda per arcs apuntats de diafragma, murs perimetrals de càrrega i coberta a dues aigües sobre una estructura de fusta. En dates posteriors, probablement en la segona meitat del segle xvi, s'afegí un atri a la façana principal. Aquest atri o pòrtic té un buit central rematat amb un arc de mig punt i dos laterals allindanats (rectes) i més estrets, separats per pilars octogonals. Es tracta de la disposició anomenada com serliana, recurs arquitectònic del Renaixement, teoritzat per primera vegada per Sebastiano Serlio, de qui pren el nom. En la part posterior existeix una dependència destinada a sagristia.
La festa se celebra el divendres, dissabte i diumenge més pròxims al 24 de juny. Pels voltants de l'ermita es reparteix tomacat, coca dolça i mistela, junt amb altres activitats com revetlles, focs artificials, jocs populars, etc. Aquestos actes acaben amb una missa solemne.